# Мартин Мозебах
Мартин Мозебах (на немски: Martin Mosebach) е немски писател, драматург и сценарист, автор на романи, новели, разкази, есета и пиеси.

## Биография и творчество
Мартин Мозебах е роден във Франкфурт на Майн, но първите години от живота си прекарва във Кьонигщайн им Таунус. Майка му е католичка, а баща му – протестант, практикуващ като лекар и психотерапевт. Когато момчето е петгодишно, семейството се завръща във Франкфурт.
Мозебах следва във Франкфурт и Бон юриспруденция. През 1979 г. полага втория държавен изпит.
Към края на студентския си стаж Мозебах започва да пише разкази и впоследствие сам нарича себе си „къснозрейка“. Открива го писателят Голо Ман и през 1980 г. Мозебах получава „Литературната награда на Фондация „Юрген Понто““.
След 1980 г. Мозебах живее като писател на свободна практика във Франкфурт на Майн. С родния си град се чувства свързан в особена „любовна омраза“, която намира израз във фейлетони, репортажи, речи, но също и в поредица от романи и разкази.
През 1983 г. Мозебах публикува обемистия си дебютен роман „Леглото“ (Das Bett).
Писателят е член на Немската академия за език и литература, Баварската академия за изящни изкуства, Берлинската академия на изкуствата и на немския ПЕН клуб. Творчеството му е удостоено с много отличия, а през 2007 г. и с най-престижната литератрна награда в немскоезичното пространство – „Георг Бюхнер“.

## Награди и отличия
- 1980: „Литературна награда на Фондация „Юрген Понто““
- 1984: Preis der Neuen Literarischen Gesellschaft Hamburg
- 1999: „Награда Хаймито фон Додерер“
- 2001: Stipendium Schloss Wiepersdorf
- 2002: „Награда Клайст“
- 2003: „Шпихер: литературна награда Лойк“
- 2004: Blauer Salon Preis des Literaturhauses Frankfurt
- 2004: Warburg-Stiftungsprofessur
- 2004: Stipendium Künstlerhaus Lukas, Ahrenshoop
- 2005: „Кранихщайнска литературна награда“
- 2006: „Голяма литературна награда на Баварската академия за изящни изкуства“
- 2007: „Награда Георг Бюхнер“
- 2007: „Немска награда за книга“ (финалист) mit Der Mond und das Mädchen
- 2013: „Литературна награда на Фондация „Конрад Аденауер““
- 2014: „Награда на Лайпцигския панаир на книгата“ (финалист) mit Das Blutbuchenfest
- 2014/2015: Stipendium der Deutschen Akademie Rom Villa Massimo
- 2015: Goetheplakette der Stadt Frankfurt am Main
- 2015: Jahresstipendium der Carl Friedrich von Siemens Stiftung mit Aufenthalt in München